# Le Voleur de feuilles
Pour plus de détails, voir Fiche technique et Distribution.
Le Voleur de feuilles est un film français réalisé par Pierre Trabaud et sorti en 1983.

## Synopsis
Un vieux vagabond rencontre par hasard un homme qui vient de tuer sa femme. Ils sont tous deux logés chez une vieille femme qui vit dans la nostalgie d'un amour de jeunesse.

## Fiche technique
- Titre : Le Voleur de feuilles
- Réalisation : Pierre Trabaud
- Scénario : Pierre Trabaud
- Production :  Productions Pirabet
- Genre : comédie dramatique
- Musique : Jean Musy
- Image : François Migeat
- Montage : Francesca Orsoni
- Date de sortie : 1983

## Distribution
- Pierre Trabaud : André Marcel
- Denise Grey : Isabelle Debecker
- Jean-Pierre Castaldi : Guy Desforges
- Patricia Elig : Isabelle, en 1920
- Manuel Gélin : Jean
- Jean-Pierre Darras : M. Marguerite
- François Dyrek : Jacky
- Roger Lumont : Le 'bélier'
- Corinne Lahaye : la serveuse
- Jacques Deschamps : Gaston
- Guy Saint-Jean : José
- Georges Aubert : le guichetier de l'hippodrome
- Henry Djanik : le turfier
- Philippe Dumat : le poissonnier
- Paule Emanuele : la poissonnière
- Jean-Claude Michel : un joueur de Poker
- Alain Floret : un joueur de Poker